# Evangelische Kirche (Lispenhausen)

Evangelische Kirche (Lispenhausen)

Die evangelische Kirche Lispenhausen ist ein denkmalgeschütztes Kirchengebäude, das in Lispenhausen, einem Stadtteil von Rotenburg an der Fulda im Landkreis Hersfeld-Rotenburg (Hessen) steht. Die Kirchengemeinde gehört zum Kirchenkreis Hersfeld-Rotenburg im Sprengel Hanau-Hersfeld der Evangelischen Kirche von Kurhessen-Waldeck.

## Beschreibung
1312 wurde erstmals eine Kapelle erwähnt. 1731 entstand unter Einbeziehung der Grundmauer und Resten des Mauerwerks dieser Kapelle die barocke Saalkirche. 1909 erhielt sie ihre heutige Gestalt. 1998/1999 erfolgte die Erneuerung des quadratischen Dachturms, der sich über dem eingezogenen Chor erhebt. Der Turm bekam eine Schieferdeckung und einen achteckigen Aufsatz. Hinter dessen Klangarkaden befindet sich der Glockenstuhl, in dem vier Kirchenglocken hängen, die älteste und kleinste stammt aus dem Jahr 1648, die größte und jüngste aus dem Jahr 1965. Bedeckt wurde der Aufsatz mit einer glockenförmigen Haube, auf der eine Laterne sitzt. 1960 wurde an der Südostecke des Kirchenschiffs ein Anbau für den Eingang errichtet. Der Innenraum hat Emporen an drei Seiten. Die Kanzel steht hinter dem Altar. Die Orgel schuf ein unbekannter Orgelbauer um 1760.